# Gare de Skhour Rehamna
 (janvier 2023).
Si vous disposez d'ouvrages ou d'articles de référence ou si vous connaissez des sites web de qualité traitant du thème abordé ici, merci de compléter l'article en donnant les références utiles à sa vérifiabilité et en les liant à la section « Notes et références ».
 (janvier 2023).
La gare de Skhour Rehamna est une gare ferroviaire du Maroc située à Skhour Rehamna, à mi-distance de Marrakech et Casablanca.